# Invitații trebuie onorați
Invitații trebuie onorați este un film românesc din 1978 regizat de Adrian Sârbu.